# Epipagis holocrossa
Epipagis holocrossa là một loài bướm đêm trong họ Crambidae.